# Eugenio Hermoso
Pour les articles homonymes, voir Hermoso.
Eugenio Hermoso Martínez (26 février 1883 à Fregenal de la Sierra en Espagne - 2 février 1963 à Madrid en Espagne) est un peintre et sculpteur espagnol.

## Biographie
Il étudia à l’École des Beaux-Arts de Sainte Isabelle de Hongrie de Séville, avec une bourse de la municipalité de Fregenal et le Conseil Provincial de Badajoz. En 1901, il s’installa à Madrid où il brilla aussitôt dans l’École San Fernando ; il copia les grands maîtres au Musée du Prado et il fréquenta l’Ateneo et le Cercle des Beaux-Arts.
Contemporain de Vázquez Díaz, Zuloaga, Romero de Torres, Ortiz Echagüe y Solana, les intellectuels de l’époque tels que Valle Inclán, Pío Baroja, Díez Canedo, Pérez de Ayala et Juan Ramón Jiménez font son éloge. Entre 1905 et 1906, il  parcourut la France, la Belgique et les villes les plus importantes de l’Italie : Genève, Pise, Rome, Naples, Florence, Venise et Milan. À Paris, il prit contact avec les avant-gardistes européens. À son retour, il peignit l’une de ses œuvres la plus connue La Juma, la Rifa y sus amigas, d’influence impressionniste. En 1912, il s’embarqua pour l’Angleterre où il  séjourna au comté de Cheshire Haylake, en bordure de mer et il exposa à Londres.
Avec A la fiesta del pueblo, il remporta le premier prix à l’Exposition nationale des Beaux-Arts en 1917, avec Joaquim Mir y Valentín de Zubiaurre. En 1918, il s’installa  définitivement à Madrid car sa femme, qui avait perdu la raison, fut internée dans un hôpital psychiatrique. À partir de ce moment, il côtoie la réunion du café Nuevo Levante, à laquelle assistaient, entre autres, les frères Ricardo et Pío Baroja, Ignacio Zuloaga, José Gutiérrez Solana et Rafael de Penagos ; et celle du café Maison Doré, aux côtés de Jacinto Benavente, Manuel y Antonio Machado y Francisco Villaespesa.
En 1926, on lui décerna la médaille d’or du Cercle des Beaux-Arts. En 1941, il est reçu à l’agrégation de l’École supérieure des Beaux-Arts. Il est aussi élu académicien de la Royale Académie des Beaux-Arts de San Fernando à Madrid. Il succéda  à son défunt maître Gonzalo Bilbao.
En 1848, Eugenio Hermoso obtient la médaille d’Honneur de l’Exposition nationale des Beaux-Arts grâce à ses œuvres Altar et La Siembra. Sous le pseudonyme de Francisco Teodoro de Nertóbriga, il publia son autobiographie en 1955 et signa ses peintures satiriques : Tribunal, Homme illustre, Le Philosophe bûcheron.
Eugenio Hermoso fut l’une des personnalités les plus remarquables de l’art espagnol de la première moitié du XXe siècle. Personnalité artistique dominante dans la peinture espagnole, il se forma à Séville et à Madrid, voyagea en France, en Belgique, en Italie, en Argentine, à Cuba, au Chili, au Brésil… avant de s’établir pour toujours à Madrid en 1918.
Dans son atelier de la rue Almagro, il peignit sans repos pour participer à des expositions et des concours et répondre aux commandes des institutions et des particuliers. Pour la Banque d'Espagne, il fit le portrait de Niceto Alcalá-Zamora exposé au Musée du Président de la Seconde République espagnole à Priego (Cordoue). À l’hôpital San Carlos de Madrid, on peut voir sa Lección del Docteur Jiménez Díaz, peinte par une commande.
De style naturaliste et sobre, Eugenio Hermoso imprègne ses tableaux d’une intense spiritualité grâce à la maîtrise dans le traitement des figures isolées qu’il dote d’une surprenante puissance expressive, ce qu’est, sans aucun doute, une constante de son œuvre.